# John Sandale
John Sandale (auch Sandal) (* um 1274; † 2. November 1319 in Southwark) war ein englischer Beamter und Geistlicher. Nachdem er als königlicher Treasurer und Kanzler gedient hatte, wurde er 1316 Bischof von Winchester.

## Herkunft
John Sandale war möglicherweise ein Sohn von William of Wheatley, dem Herrn des Guts von Wheatley in Long Sandall bei Doncaster in Yorkshire. Er hatte drei jüngere Brüder: William, Robert, der ihm später als Verwalter des bischöflichen Haushalts diente, und Thomas, der ihn von 1306 bis 1307 nach Schottland begleitete und den er zum Kommandanten von Farnham Castle ernannte. Seiner Schwester Margery vermachte er seine Besitzungen von Wheatley. Sein Bruder William hatte zwei Söhne, William und John, die Geistliche wurden. John wurde Sandales Erbe und einer seiner Testamentsvollstrecker. Ein Gilbert Sandale, vermutlich ein weiterer Neffe von ihm, war von 1313 bis 1315 Kanoniker in Auckland. Zwei weitere namentlich nicht genannte Neffen wurden 1314 von den Schotten in der Schlacht von Bannockburn gefangen genommen, worauf Sandale von König Eduard II. einen schottischen Gefangenen erhielt, um sie auszutauschen. Sandale erbte das Gut seines Vaters, für das er später verschiedene Privilegien erhielt, unter anderem 1311 das Recht, es zu befestigen. Dazu besaß er das Gut von Great Coates bei Grimsby in Lincolnshire.

## Aufstieg als Beamter im Dienst von Eduard I.
Sandale war ein Beamter von Henry de Lacy, 3. Earl of Lincoln, nach dessen Tod 1311 er einer der Testamentvollstrecker war. Seine Karriere begann er aber im Dienst von Eduard I. in der königlichen Wardrobe, die zu dieser Zeit nicht nur die königlichen Gemächer zuständig war, sondern auch einen Großteil der Finanzen des Königs abwickelte und dazu vielfältige andere Aufgaben übernahm. Während des walisischen Aufstands ab 1294 diente er als Zahlmeister in Wales, ehe er 1295 zum Controller der Wardrobe aufstieg. Wenig später diente er jedoch im königlichen Schatzamt. Während des Französisch-Englischen Kriegs überwachte er im Mai 1297 Abrechnungen in der Gascogne, wohin er Edmund, 1. Earl of Lancaster begleitet hatte. Zurück in England, wurde er am 15. Oktober 1298 zum Verwalter der königlichen Münze ernannt. Während des Parlaments von 1305 nahm er Eingebungen aus der Gascogne entgegen. Dazu wurde er als Chamberlain of Scotland einer der Leiter der Verwaltung im englisch besetzten Schottland. Bevor mit  John of Brittany ein neuer Statthalter für Schottland ernannt wurde, wurde Sandale im Februar 1306 zu einem der vier stellvertretenden Guardians of Scotland ernannt. Am 26. Oktober 1305 hatte ihm der König die Verwaltung von Berwick Castle übergeben, für dieses Amt erhielt er £ 40jährlich. Dazu sollte er Abgaben von den Bürgern der Stadt erheben. 1306 diente Sandale auch als Zahlmeister von Aymer de Valence.

## Dienst als Chancellor of the Exchequer, als Treasurer und als Kanzler von Eduard II.

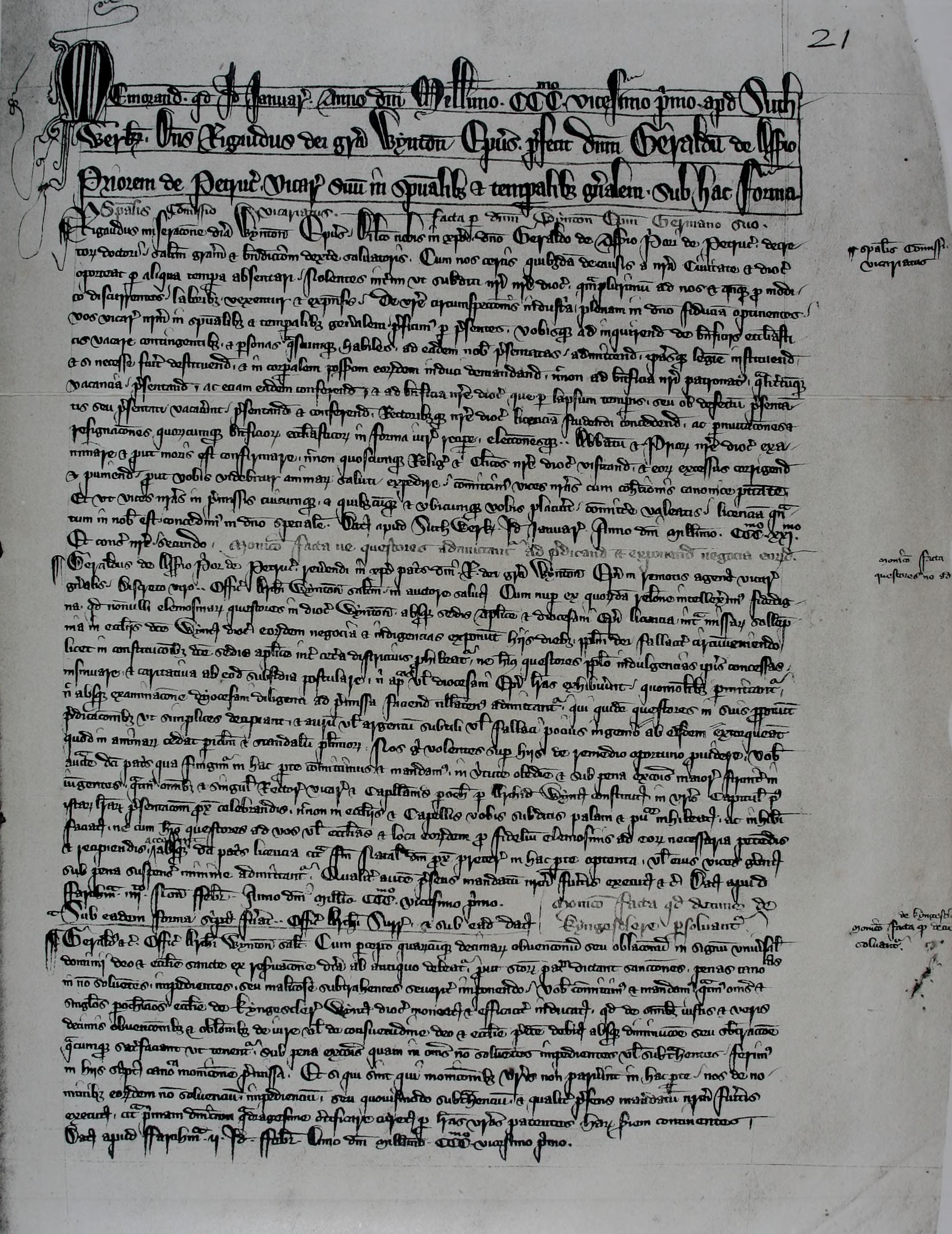
Das Urkundenregister von John Sandales Amtszeit als Bischof ist erhalten geblieben

Nachdem Eduard II. 1307 den Thron von seinem Vater geerbt hatte, wurde Sandale am 20. August Chancellor of the Exchequer. Um sein Amt auszuüben, mietete er in Aldgate in London ein Haus. Doch bereits am 20. Mai 1308 wurde er wieder entlassen, angeblich wegen des Konflikts des Königs mit dem Earl of Lincoln, in dessen Dienst Sandale weiter stand. Nachdem der Treasurer Walter Reynolds zum Kanzler ernannt worden war, wurde Sandale am 6. Juli 1310 zum Treasurer ernannt. Dieses Amt behielt er bis zum 23. Oktober 1311, als er vermutlich wegen einer schweren Erkrankung entlassen wurde. Wegen seines angeblichen Todes sollten seine Besitzungen schon unter königliche Verwaltung gestellt werden, doch Sandale genas wieder. Vom  4. Oktober 1312 bis zum 26. September 1314 war Sandale dann stellvertretender Treasurer. Zusammen mit Hugh le Despenser d. Ä. und Aymer de Valence wurde er 1312 beauftragt, die Verwaltung des königlichen Haushalts zu reformieren, was sie jedoch nicht durchführten. Nachdem der Kanzler Walter Reynolds Anfang 1314 zum Erzbischof von Canterbury ernannt worden war, wurde Sandale als offensichtlich fähiger Verwalter und loyaler Unterstützer des Königs neuer Kanzler. In diesem Amt wurde er in die politischen Unruhen über die Einhaltung der Ordinances von 1311 verwickelt. Im Januar 1315 nahm er an der Beisetzung des 1312 von einer Adelsopposition hingerichteten königlichen Günstlings Piers Gaveston teil. Im April 1318 soll er an einer Parlamentsversammlung in Leicester teilgenommen haben, bei der Sandale die Einhaltung der Ordinances schwor. Am 9. Juni 1318 wurde er als Kanzler abgelöst, doch inzwischen war er zum Bischof gewählt worden. Er gehörte zu den Bischöfen, die auf eine Einigung zwischen dem König und dessen Gegenspieler Thomas of Lancaster hinarbeiteten. Er beteiligte sich aktiv an den Verhandlungen, die am 9. August 1318 zum Vertrag von Leake führten. Im September 1318 nahm er in der St Paul’s Cathedral in London am Gerichtsverfahren gegen den schottischen König Robert I. teil. Im Oktober 1318 nahm er am Parlament in York teil, wo er Petitionen anhörte und in den Staatsrat aufgenommen wurde, der nach dem Abkommen von Leake die Regierung überwachen sollte. Am 16. November 1318 wurde er erneut Treasurer ernannt. Er behielt das Amt bis zu seinem Tod. Zu seinen Aufgaben als Treasurer gehörte die Erhebung des päpstlichen Zehnten, deren Erträge zwischen dem Papst und dem König aufgeteilt wurden. Im März 1319 sollte er zusammen mit dem Earl of Pembroke und dem Earl of Norfolk einen Streit zwischen Hamo Chigwell, dem Mayor und den Bürgern von London zu schlichten. 

## Aufstieg zum Bischof von Winchester
Als bekannter Pfründensammler war John Sandale gleichzeitig Kanzler der St. Patrick’s Cathedral in Dublin, Schatzmeister der Kathedrale von Lichfield und Dekan der St Paul’s Cathedral in London. Zu seinen Pfründen gehörten Kanonikerstellen in Dublin, Beverley, Wells, Lincoln, London, York und Glasgow. Wie andere königliche Beamte wie Walter Langton oder John Droxford hatte Sandale auch von Richard Hoton, dem Prior des Kathedralpriorats von Durham, eine Pfründe angenommen. Als es dann 1300 zum Streit zwischen Hoton und Bischof Antony Bek kam, hoffte Hoton auf die Unterstützung seiner einflussreichen Freunde. Sandale war auch Inhaber von Rektoraten, deren jährlichen Einkünfte von £ 20 aus Chalk in Kent bis zu £ 240 aus dem Rektorat von Dunbar in Schottland reichten. Angeblich duldete Papst Johannes XXII. diese Ämterhäufung, die klar den Bestimmungen der 1317 erlassenen Bulle Execrabilis widersprach, nach der Geistliche nur zwei Pfründen gleichzeitig halten durften. Schließlich wurde Sandale auf Drängen des Königs und dank persönlicher Intervention des Earl of Pembroke am 26. Juli 1316 vom Kathedralpriorat von Winchester zum Bischof der Diözese Winchester gewählt. Am 23. September wurden ihm die Temporalien der Diözese übergeben und am 31. Oktober wurde er in Canterbury von Erzbischof Reynolds zum Bischof geweiht. Trotz seines Bischofsamtes blieb Sandale mit Unterbrechungen weiterhin königlicher Kanzler. Als er im Februar 1318 eine Wallfahrt nach Canterbury machte, gab er für diese Zeit die Führung des Großsiegels ab, ebenso, wenn er in Winchester seinen Aufgaben als Bischof nachkam. 
Sandales Amtszeit als Bischof war aber zu kurz und seine Aufenthalte in seiner Diözese zu selten, um seine Tätigkeit als Bischof zu bewerten. Erst am 30. August 1319 führte er eine Visitation des Kathedralpriorats durch, doch offensichtlich führte er selbst alle aufgezeichneten Weihen und Amtseinsetzungen durch. Wohl wegen einer Krankheit oder wegen seines Alters hatte der Papst ihm bereits am 17. März 1317 erlaubt, einen Beichtvater für sich zu bestimmen. Er starb in seiner Residenz in Southwark bei London und wurde am 11. November 1319 in St Mary Overie in Southwark beigesetzt. Der König erlaubte, dass aus seinem Nachlass die Kosten für sein aufwändiges Begräbnis bestritten wurden, beschlagnahmte aber dann Sandales Güter. Dies führte dazu, dass seine Testamentsvollstrecker mehr als zwanzig Jahre lang Prozesse um das Erbe führten.